# التوارپ
التوارپ (به آلمانی: Altwarp) یک شهر در آلمان است که در فرپومرن-گرایفسوالد واقع شده‌است.

## خصوصیات
التوارپ ۳۲٫۵۱ کیلومترمربع مساحت دارد ۵ متر بالاتر از سطح دریا واقع شده‌است.